# وزغ پابیلی
وزغ پابیلی (نام علمی: Spea intermontana) نام یک گونه از تیره وزغ بیل‌پای آمریکایی است.